# Dirección de Medio Ambiente de Managua
La Dirección de Medio Ambiente de Managua es una dependencia de la Alcaldía de Managua encargada de formular, coordinar y ejecutar políticas ambientales municipales, así como de promover la protección del entorno natural, el manejo adecuado de los residuos y la educación ambiental dentro del municipio de Managua.

## Funciones
Entre sus principales funciones se encuentran:
- Diseñar y aplicar programas de protección y conservación del medio ambiente urbano.
- Supervisar el cumplimiento de las normativas ambientales municipales.
- Promover campañas de educación ambiental dirigidas a la ciudadanía.
- Coordinar la gestión de residuos sólidos, zonas verdes y cuerpos de agua urbanos.
- Evaluar el impacto ambiental de proyectos municipales y privados.
- Implementar acciones de mitigación y adaptación ante el cambio climático.

## Programas destacados
La Dirección ha impulsado varias iniciativas ambientales en Managua, entre ellas:
- El programa municipal “Managua Limpia”, orientado a mejorar la recolección de desechos y reducir los botaderos ilegales.[1]
- Jornadas de reforestación y creación de viveros en parques y áreas protegidas del municipio.[2]
- Monitoreo de la calidad del aire y de las fuentes de contaminación en el entorno urbano.[3]